# Sântămăria-Orlea
Sântămăria-Orlea (in ungherese Őraljaboldogfalva, in tedesco Liebfrauen) è un comune della Romania di 3 346 abitanti, ubicato nel distretto di Hunedoara, nella regione storica della Transilvania.
Il comune è formato dall'unione di 9 villaggi: Balomir, Bărăștii Hațegului, Bucium-Orlea, Ciopeia, Săcel, Sânpetru, Sântămăria-Orlea, Subcetate, Vadu.
Di un certo interesse è la chiesa calvinista, fatta costruire dalla famiglia Cândea verso la fine del XIII secolo; l'edificio è in uno stile di transizione tra il romanico e il gotico, ha una struttura a navata unica e contiene un imponente ciclo di affreschi databile tra il 1311 ed il 1400 circa.